# Ретама обыкновенная
Ретама обыкновенная (Ротем; лат. Retama raetam, ивр. רותם המדבר‎) — вид кустарников рода Ретама трибы Дроковые семейства Бобовые подсемейства мотыльковые.
Произрастает в Северной Африке от Западной Сахары до Судана, Сицилии, Израиля, Синайского полуострова и Саудовской Аравии; широко натурализован и в других местах.

## Описание

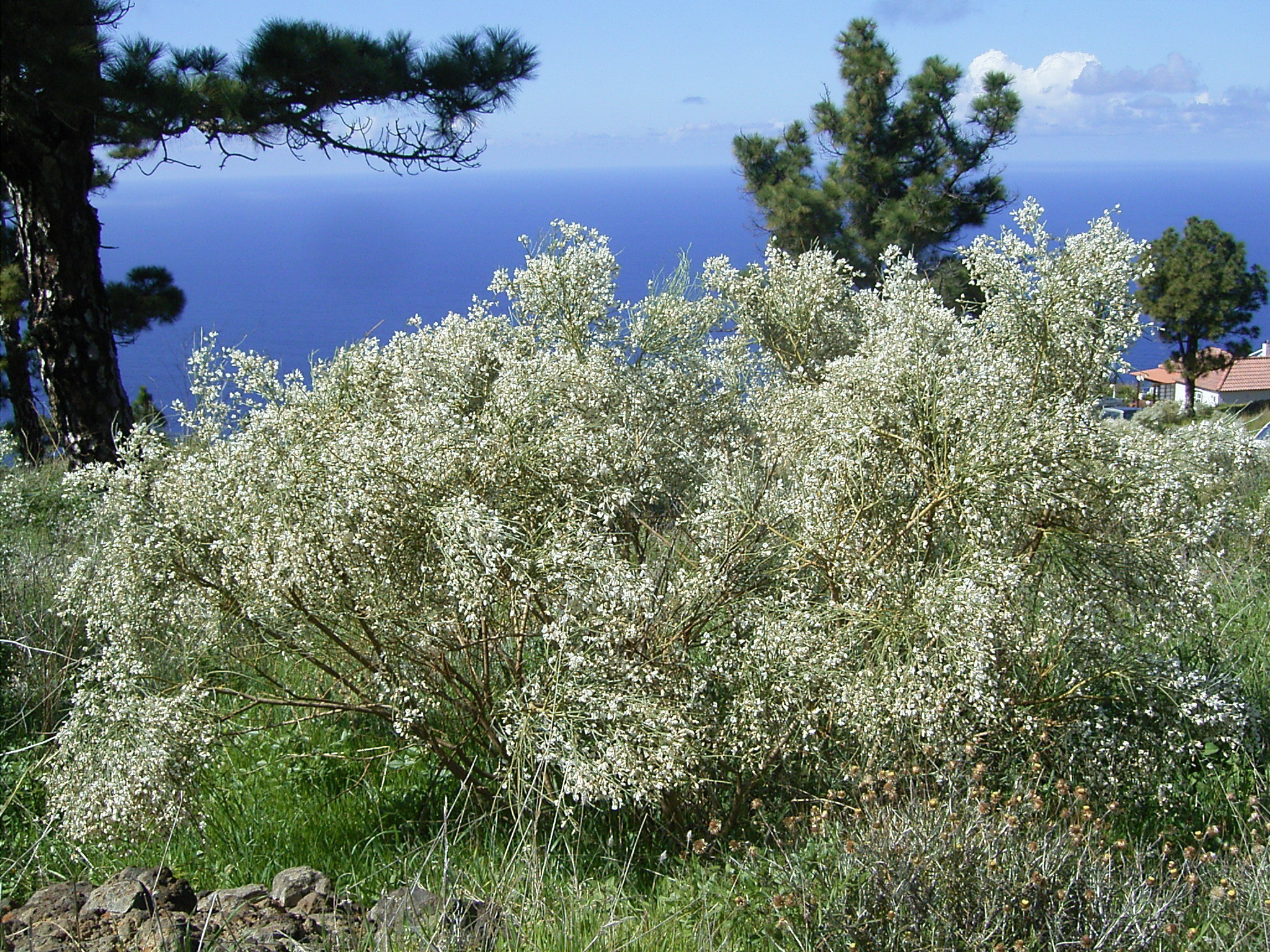
Цветущая ретама

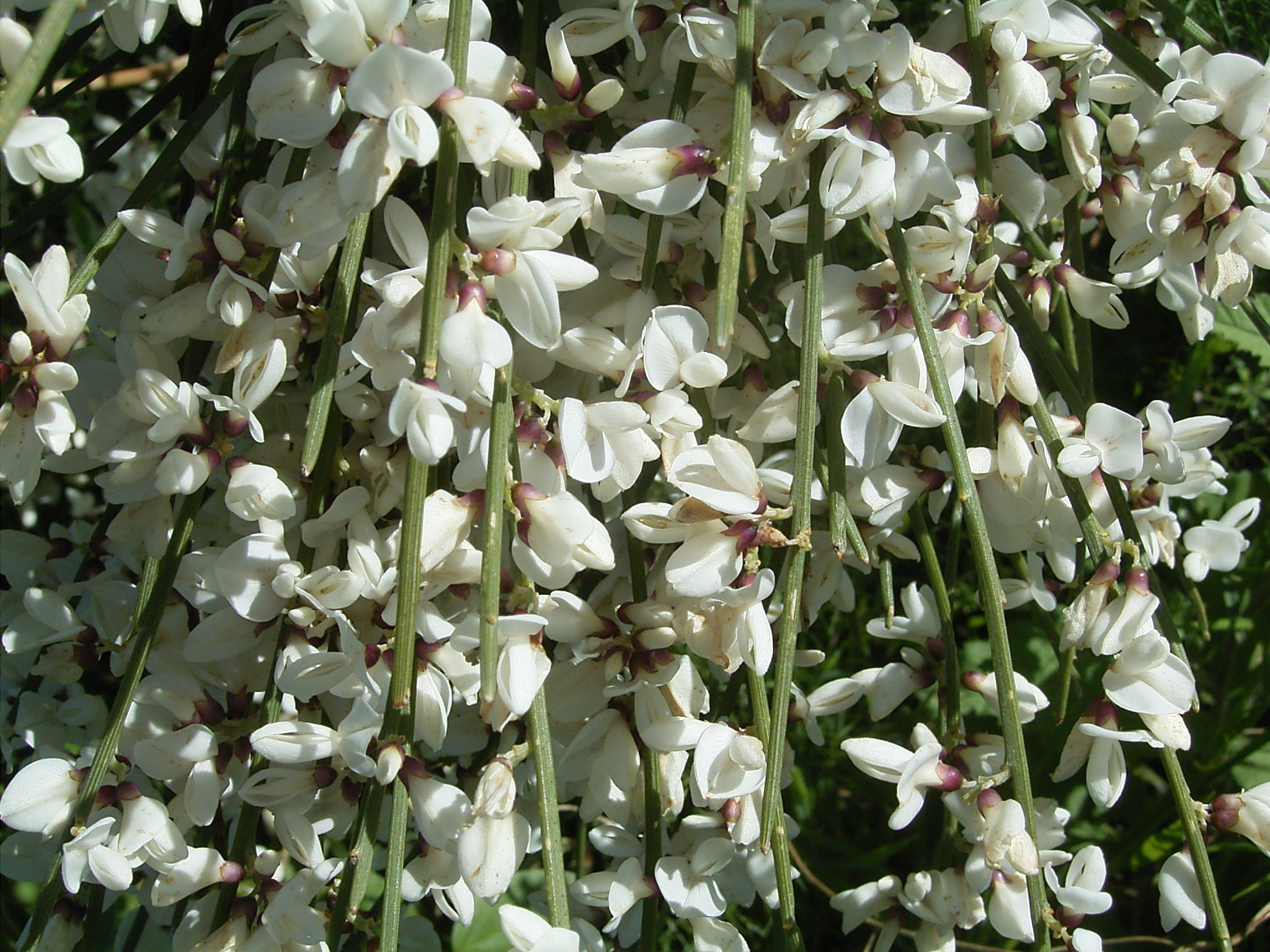
Соцветия

Кустарник с оливково-зелеными стеблями. Во время цветения покрывается множеством розовато-белых цветков. Обычно не имеет листьев (на короткий период появляются мелкие листики, скоро опадают). Фотосинтез происходит в стеблях. В бороздках стеблей находятся устьица, собирающие влагу. Растение приспособлено к засухе.
Цветет в феврале белыми цветками с приятным ароматом.
Плоды — овальные, слегка вытянутые стручки, заостренные на верхушке и содержащие 1-2 семени.
Растет на песчаной почве и в дюнах.
Двойная корневая система ретамы позволяет преодолевать нехватку воды: корни одной системы проникают глубоко в почву и собирают просочившуюся вглубь воду в засушливый период, а корни второй — поверхностной, покрывающей большую площадь — поглощают ливневые воды. Как и некоторые другие пустынные растения, ретама способна «убить» часть себя, чтобы сохранить влагу и энергию, а в период дождей умеет оживлять свои засохшие части.

## Имя
В Израиле Ротем — популярное имя девочек и мальчиков.

## Таксономия
Retama raetam (Forssk.) Webb & Berthel., первое упоминание в Hist. Nat. Iles Canaries 3(2; 2): 56 (1842).

### Синонимы
Гомотипные (основанные на одном и том же номенклатурном типе):
- Genista raetam Forssk.
- Lygos raetam (Forssk.) Heywood
- Spartium raetam (Forssk.) Spach

### Подвиды
Подтвержденные подвиды в соответствии с данными сайта Plants of the World Online на 2024 год:
- Retama raetam subsp. bovei (Spach) Talavera & P.E.Gibbs
- Retama raetam subsp. gussonei (Webb) Greuter
- Retama raetam subsp. raetam

## Упоминания в Библии
Несколько раз упоминается в Библии: 3Цар. 19:4, Псал. 119:4.
В переводах называется «можжевеловым кустом», «белой метлой» и «угли дроковые» («дрок» — другое растение того же рода).